# Horst Mentzel
Horst Mentzel (Bytów, 14 mei 1941 - Antwerpen, 14 december 2020) was een Duits acteur en regisseur die vooral werkzaam was in Vlaanderen, Duitsland en Nederland. Hij was al jaren woonachtig in Antwerpen. Naast rollen in verscheidene films en televisieseries, was Horst Mentzel in hoofdzaak actief als theaterregisseur. Sinds 2006 was hij met pensioen.
Horst Mentzel was van 1984 tot 1992 getrouwd met actrice Greet Rouffaer. Samen hebben ze een zoon Elias Mentzel, die eveneens acteur en regisseur is.
In 2010 bracht Mentzel het boek De duiker in de beerput uit, waarin hij het vooral heeft over zijn moeilijke gezinssituatie ten tijde van de Tweede Wereldoorlog. 

## Filmografie

### Films
| Jaar | Titel                            | Rol      | Opmerkingen   |
| ---- | -------------------------------- | -------- | ------------- |
| 1983 | Daar is een mens verdronken      | Bennecke | televisiefilm |
| 1992 | Made in Vlaanderen: Willems & Co |          | televisiefilm |

### Televisieseries
- 1983: Geschiedenis mijner jeugd als kapitein Schmidt
- 1986: Adriaen Brouwer als Jan van den Bosch
- 1988: Klein Londen, Klein Berlijn
- 1990: Commissaris Roos als Herr Lorentz
- 1993: Bex & Blanche
- 1997: Diamant als Morakevitch
- 1997: Familie als Fritz
- 1997-1998: Wittekerke als Frédien Luwaert
- 2000: Recht op Recht als Alex Tange
- 2001: De Makelaar als Psychiater
- 2002: Spoed als Gustav Johansson
- 2015-2016: De Ridder als Mirko Arbanas

- International Standard Name Identifier: 0000 0003 6871 0861
- Nederlandse Thesaurus van Auteursnamen: 074776398
- Virtual International Authority File: 291735619
- WorldCat: E39PBJr7TtDmhd9tvMmV67qWjC